# Bahnhof Winter Park
Der Bahnhof Winter Park ist ein Bahnhof im Fernverkehr und wird von Amtrak betrieben. Er befindet sich in Winter Park im Orange County in Florida.

## Geschichte
Der Personenbahnhof wurde 1913 von der Atlantic Coast Line Railroad (ACL) errichtet. Bereits 1880 wurde eine erste Bahnlinie durch das Vorgängerunternehmen South Florida Railroad von Sanford nach Orlando und zehn Jahre später ein Bahndepot an dieser Strecke in Winter Park errichtet. Nachdem die ACL 1967 mit der Seaboard Air Line Railroad fusionierte, wurde die Station von der neuen Seaboard Coast Line Railroad weiterbetrieben.
Bis 2005 war der Bahnhof eine Station des Sunset Limited der Bahngesellschaft Amtrak von Orlando nach Los Angeles. Nach den Auswirkungen des Hurrikans Katrina wurde die Linie jedoch auf die Strecke New Orleans – Los Angeles verkürzt. 

## Anbindung
Der Bahnhof befindet sich direkt in der Innenstadt von Winter Park. Hier besteht Anschluss an die Busse der Busgesellschaft Lynx. 
Neben dem Silver Meteor hält heute auch der Silver Star von Amtrak in Winter Park.
Seit 1. Mai 2014 wird der Bahnhof zusätzlich von der SunRail auf der Strecke von DeBary über Downtown Orlando nach Pine Castle bedient, wodurch das Verdichtungsgebiet Greater Orlando im Schienennahverkehr besser erschlossen ist. Am 30. Juli 2018 wurde eine Erweiterung dieser Linie im Süden nach Poinciana eröffnet.

### Schiene
| Linie         | Laufweg                                                                                   |
| ------------- | ----------------------------------------------------------------------------------------- |
| Silver Star   | Miami Airport – ... – Orlando – Winter Park – DeLand – ... – New York City                |
| Silver Meteor | Miami Airport – ... – Orlando – Winter Park – DeLand – ... – New York City                |
| SunRail       | Poinciana – ... – Florida Hospital Health Village – Winter Park – Maitland – ... – DeBary |